# Mšice hnízdotvorná
Mšice hnízdotvorná (Brachycaudus schwartzi) je hmyz poškozující listy dřevin sáním. Mšice hnízdotvorná je řazena do čeledě mšicovití (Aphididae) , řádu polokřídlí (Hemiptera).

## EPPO kód
APPESW

## Výskyt
Evropa (Středozemí), Asie od Ruska po Indii, Střední Východ, Kalifornie, Nový Zéland a Jižní Amerika

## Popis
Dospělé samice jsou černé až černohnědé, bezkřídlé samice žlutohnědé, až 2 mm dlouhé.

## Hostitel
- slivoň (Prunus spp.), zvláště broskvoně.[3]

## Příznaky
Deformace listů do hustých chuchvalců, krnění a deformace letorostů. 

## Význam
Snižování listové plochy a kvality plodů. Oslabení stromů, snížení sklizně, opad plodů.

## Ekologie
Lesy, parky, zahrady. Predátoři: slunéčka, střevlíci, dravé ploštice, zlatoočky, larvy pestřenek a bejlomor rodu Aphidoletes, pavouci a další. Mšice jsou chráněny mravenci před nepřáteli.